# Currywurst
La Currywurst és una salsitxa alemanya cuita (Brühwurst) o rostida a la graella (Bratwurst). La majoria de les vegades se serveix tallada en llesques i va acompanyada de salsa quètxup o salsa de tomàquet i curri en pols. L'acompanyament d'aquesta salsitxa solen ser uns panets típics alemanys (Brötchen) o unes simples patates fregides. Es tracta d'una salsitxa molt popular, i poden trobar en gairebé tota Alemanya. És molt habitual en els llocs de carrer (Imbiss), en els mercats i les fires. En aquest tipus d'establiments se sol servir tot junt en safates de cartró blanc amb una espècie de forquilla de plàstic, adequat per anar menjant pel carrer. En aquests llocs es troben els dipòsits amb salsa de tomàquet o quètxup perquè cada comensal pugui afegir ell mateix la quantitat que desitgi.
La popularitat d'aquest plat es pot notar en certs actes de les campanyes electorals: gairebé tots els polítics alemanys apareixen als mitjans menjant una Currywurst al carrer. Aquesta paraula apareix en gairebé totes les guies turístiques com a paraula bàsica de supervivència en el cas de tenir fam i desitjar menjar alguna cosa.

## Música i literatura
- Herbert Grönemeyer:  Currywurst  (Text: Jürgen Triebel i Diether Krebs). LP  Total Egal , 1982
- Uwe Timm:  Die Entdeckung der Currywurst  (El descobriment del Currywurst). Novel, 1993. ISBN 3-462-02461-2
- Werner Siegert:  Der kleine, aber absolut unentbehrliche Currywurst-Knigge . Herbert Utz Verlag, Múnic 2005, ISBN 3-8316-1179-3